# Arctella subnivalis
Arctella subnivalis là một loài nhện trong họ Dictynidae.
Loài này thuộc chi Arctella. Arctella subnivalis được miêu tả năm 1989 bởi Ovtchinnikov.